# Кідін-Хутран III
Кідін-Хутран (Кітен-Хутран) III (д/н — бл. 1215 до н. е.) — цар Аншану і Суз (Еламу) близько 1225—1215 років до н. е. Ім'я перекладається як Чари Хутрана допоможіть мені.

## Життєпис
Походив з династії Ігехалкідів. Син молодшого царя Пахір-ішшана II, який помер десь у 1220-х роках до н. е. 1225 року до н. е. прийшов до влади внаслідок змови проти старшого брата Унпатар-Напіріши.
1224 року до н. е. вдерся до Вавилонського царства, що перебувало в занепаді. Еламське військо захопило і сплюндрувало міста Ісін, Ніппур і Дер, вивізши звідти мешканців до власних земель. Також в Дері зруйнував стародавній й величний храм Едімгалкаламми.
У вирішальній битві завдав поразки царю Енліль-надін-шумі, що загинув. У відповідь ассирійський цар Тукульті-Нінурта I зайняв Вавилон, де поставив царем Кадашман-Гарбе II. Втім Кідін-Хутран III також завдав тому поразки, наблизившись до Вавилону. Тоді ассирійці замінили вавилонського царя на Адад-шум-іддіна.
На захоплену здобич відновив будівельні роботи в державі, зокрема відомо про розбудову храму Іншушинака в Сузах.
1223 року до н. е. цар Еламу знову вдерся до Вавилонії, де вкотре захопив місто Ісін, потім перетнув річку Тигр, спустошив місто Марад. Зрештою під владою Кідін-Хутрана III опинилася південна частина Шумеру. 1222 або 1219 року до н. е. сприяв Адад-шум-уцуру в захопленні трону Вавилону.
Близько 1217 або 1215 року до н. е. ассирійський цар Тукульті-Нінурта I вдерся до Вавилонії, де на його бік перейшов Адад-шум-уцур. В наступній війні Кідін-Хутран III зазнав поразки, а ворог сплюндрував південний захід Еламу, погрожуючи столиці. Припускають, що ця поразки призвела до численних повстань та заколотів, під час яких Кідін-Хутран III загинув, а влада перейшла до Халлутуш-Іншушинака з нової династії Шутрукидів.